# Carnival Ride
Carnival Ride es el segundo álbum de la cantante de country Carrie Underwood, fue lanzado mundialmente el 23 de octubre de 2007 Fue certificado 3x platino por la RIAA. El álbum incluye los sencillos "So Small", "All-American Girl, "Last Name", "Just a Dream" y "I Told You So", los primeros tres fueron compuestos por Underwood. El álbum fue el primer debut de Underwood en el N°1 de US Billboard Hot 200, vendiendo 527 000 copias en su primera semana. Vendió más de 3 257 000 copias hasta mayo de 2012 en los Estados Unidos.

## Antecedentes
Underwood explicó el significado del título de su álbum, diciendo:

Pones un pie en esta montaña rusa llamada vida, y es un viaje loco del que no sabes nada, pero aun así te subes. Haces lo que puedes e intentas tomar las decisiones correctas, pero terminas haciendo lo que la vida quiere, y no lo puedes detener. Por eso elegí Carnival Ride como el título de mi álbum, porque describe la hermosa locura que viví estos últimos dos años.

Dos de las canciones de este álbum ya habían sido grabadas por otros artistas. "Flat On The Floor" fue grabado anteriormente por Katrina Elam en su álbum cancelado Turn Me Up. "I Told You So" es un cover de la canción previamente grabada por Randy Travis en su álbum N°1 Always & Forever. La versión de Travis fue número uno en los rankings de country de 1988.

## Sencillos
El disco cuenta con 4 singles, de los cuales todos tienen videoclip:
- El primero fue “So Small”. Fue lanzado el día 28 de agosto de 2007, y alcanzó el puesto #1 de las Hot Country Songs del Billboard, permaneciendo en él por 3 semanas. Ha vendido más de 700,000 unidades, y fue certificado Oro por la RIAA.
- El segundo fue “All-American Girl”. Fue lanzado el día 17 de diciembre de 2007, y alcanzó el puesto #1 de las Hot Country Songs del Billboard, permaneciendo en él por 2 semanas. Ha vendido más de 844,000 copias en Estados Unidos, pero a pesar de eso aún no ha sido certificado por la RIAA.
- El tercero fue “Last Name”. Fue lanzado el día 7 de abril de 2008, y alcanzó el puesto #1 de las Hot Country Songs del Billboard, siendo esta la única canción de Carrie Underwood en sólo conservar esa posición por una semana. Ha vendido más de 581,000 copias en Estados Unidos, pero a pesar de eso aún no ha sido certificado por la RIAA. Gracias a esta canción, Carrie obtuvo dos nominaciones para dos premios: en la categoría "Mejor Canción Country" en los "People's Choice Awards", y en la categoría "Mejor Performance Femenina Country" en los "Grammy Awards".
- El cuarto fue “Just a Dream”. Fue lanzado el día 21 de julio de 2008, y alcanzó el puesto #1 de las Hot Country Songs, conservando ese lugar por 2 semanas. Ha vendido aproximadamente 516,000 copias en Estados Unidos, pero a pesar de eso aún no ha sido certificado por la RIAA. Es el actual single del disco. En su coconducción junto al cantante Brad Paisley de los CMA Awards del año 2008, Carrie interpretó este tema, siendo introducida por la señora Leslie Ponder, quien es una viuda cuyo marido falleció a causa de la guerra actual en Afganistán.
- El quinto fue "I Told You So", a dueto con Randy Travis, esta canción, es un cover de la canción de Travis con el mismo nombre. Fue lanzada a las radios country el 2 de febrero de 2009. Existen tres versiones de la canción: la original grabada por Travis en 1987 y lanzada al siguiente año, la versión de Underwood sola, y la versión lanzada como un dueto, en la que ambos, Underwood y Travis, comparten créditos. La versión de Underwood alado de Travis fue cartificada Oro por la RIAA.

## Crítica
Las críticas de Carnival Ride fueron generalmente positivas. Metacritic le dio un puntaje de 72 de 100.
Allmusic le dio al álbum 4 de 5 estrellas, el mismo puntaje que le dieron a su anterior álbum Some Hearts. El sitio clasificó al álbum como "completamente country contemporáneo", y dijeron "su punto más fuerte de Carnival Ride es que sus canciones tienen más fuerza que las canciones de su anterior álbum Some Hearts". USA Today también elogió la versatilidad del álbum.

## Lista de canciones
| N.º | Título                 | Escritor(es)                                     | Duración |  |
| 1.  | «Flat on the Floor»    | Ashley Monroe, Brett James                       | 3:18     |  |
| 2.  | «All-American Girl»    | Carrie Underwood, Ashley Gorley, Kelley Lovelace | 3:32     |  |
| 3.  | «So Small»             | Underwood, Luke Laird, Hillary Lindsey           | 3:47     |  |
| 4.  | «Just a Dream»         | Gordie Sampson, Steve McEwan, H. Lindsey         | 4:44     |  |
| 5.  | «Get Out of This Town» | Sampson, McEwan, H. Lindsey                      | 3:03     |  |
| 6.  | «Crazy Dreams»         | Underwood, George Barry Dean, Troy Verges        | 3:36     |  |
| 7.  | «I Know You Won't»     | Wendell Mobley, Neil Thrasher, McEwan            | 4:19     |  |
| 8.  | «Last Name»            | Underwood, Laird, H. Lindsey                     | 4:01     |  |
| 9.  | «You Won't Find This»  | Cathy Dennis, Tom Shapiro                        | 3:19     |  |
| 10. | «I Told You So»        | Randy Travis                                     | 4:17     |  |
| 11. | «The More Boys I Meet» | Scott Kennedy, McEwan                            | 3:33     |  |
| 12. | «Twisted»              | James, Laird, H. Lindsey                         | 3:56     |  |
| 13. | «Wheel of the World»   | Lindsey, Mayo, Chris Lindsey                     | 4:42     |  |

| Target special edition |                                           |          |  |
| N.º                    | Título                                    | Duración |  |
| 14.                    | «So Small» (Acoustic version)             |          |  |
| 15.                    | «Interview I»                             |          |  |
| 16.                    | «Get Out of This Town» (Acoustic version) |          |  |
| 17.                    | «Interview II»                            |          |  |
| 18.                    | «Just a Dream» (Acoustic version)         |          |  |
| 19.                    | «Interview III»                           |          |  |
| 20.                    | «The More Boys I Meet» (Acoustic version) |          |  |
| 21.                    | «Interview IV»                            |          |  |

| MusicPass bonus tracks |                                 |                                                  |          |  |
| N.º                    | Título                          | Escritor(es)                                     | Duración |  |
| 14.                    | «Sometimes You Leave»           | Chris Tompkins, Kara DioGuardi, Shridhar Solanki | 4:16     |  |
| 15.                    | «So Small» (video only)         |                                                  |          |  |
| 16.                    | «Before He Cheats» (video only) |                                                  |          |  |

| Wal-Mart Holiday edition |                                |                                  |          |  |
| N.º                      | Título                         | Escritor(es)                     | Duración |  |
| 14.                      | «Hark! The Herald Angels Sing» | Charles Wesley                   |          |  |
| 15.                      | «The First Noel»               |                                  |          |  |
| 16.                      | «What Child is This?»          | William Chatterton Dix           |          |  |
| 17.                      | «Do You Hear What I Hear»      | Gloria Shayne Baker, Noël Regney |          |  |
| 18.                      | «O Holy Night»                 | Adolphe Adam                     |          |  |

## Listas y certificaciones

### Listas semanales
| Chart (2007)                    | Peak position |
| ------------------------------- | ------------- |
| Australian Country Albums Chart | 9             |
| Canadian Albums Chart           | 1             |
| Canadian Country Albums Chart   | 1             |
| US Billboard 200                | 1             |
| US Top Country Albums           | 1             |

### Certificaciones
| País          | Certificación |
| ------------- | ------------- |
| United States | 3× Platino    |

### Sencillos
| Año  | Sencillo            | Peak chart positions | Peak chart positions | Peak chart positions | Peak chart positions | RIAA    |
| Año  | Sencillo            | US Country           | US                   | US Pop               | CAN                  | RIAA    |
| ---- | ------------------- | -------------------- | -------------------- | -------------------- | -------------------- | ------- |
| 2007 | "So Small"          | 1                    | 17                   | 23                   | 14                   | Platino |
| 2007 | "All-American Girl" | 1                    | 27                   | 50                   | 45                   | Platino |
| 2008 | "Last Name"         | 1                    | 19                   | 37                   | 34                   | Platino |
| 2008 | "Just a Dream"      | 1                    | 29                   | 96                   | 50                   | Platino |
| 2009 | "I Told You So"     | 2                    | 9                    | 25                   | 18                   | Oro     |